# Engel Gotfried von Bülow
Engel Gotfried von Bülow (10. november 1676 på Elmenhorst – 1. december 1712 i København) var en dansk hofmand.
Bülow var søn af Barthold Hartwig von Bülow til Elmenhorst og Anna Agnete Lucia Lovisa von Geismarck og blev kammerjunker hos dronning Charlotte Amalie og kongelig staldmester.
Han ægtede 5. marts 1708 Christine Schøller (døbt i Vor Frue Kirke 8. januar 1676 – begravet i Køge 1. juli 1728), datter af gehejmeråd, justitiarius i Højesteret Casper Schøller. Hun var i første ægteskab gift med justitsråd Herman Schøller til Bavelse (1669-1705) og i tredje ægteskab blev gift 17. april 1720 i København med viceadmiral Johan Anthon von Paulsen .
Han døde i København efter 4 måneders svaghed 1. december 1712 og er begravet i Det Schøllerske Gravkapel i Lellinge Kirke.